# Comuna de Miłomłyn
Miłomłyn (polaco: Gmina Miłomłyn) é uma gminy (comuna) na Polónia, na voivodia de Vármia-Masúria e no condado de Ostródzki. A sede do condado é a cidade de Miłomłyn.
De acordo com os censos de 2007, a comuna tem 5132 habitantes, com uma densidade 30,9 hab/km².

## Área
Estende-se por uma área de 160,91 km², incluindo:
- área agricola: 41%
- área florestal: 39%

## Demografia
Dados de 30 de Junho 2004:
|                      | Total   | Total | Mulheres | Mulheres | Homens  | Homens |
| -------------------- | ------- | ----- | -------- | -------- | ------- | ------ |
|                      | pessoas | %     | pessoas  | %        | pessoas | %      |
| População            | 4976    | 100   | 2525     | 50,7     | 2451    | 49,3   |
| Densidade (pop./km²) | 30,9    | 100   | 15,7     | 15,7     | 15,2    | 15,2   |

De acordo com dados de 2002, o rendimento médio per capita ascendia a 1482,92 zł.

## Comunas vizinhas
- Iława, Łukta, Małdyty, Morąg, Ostróda, Zalewo